# Spermophilus citellus
Spermophilus citellus là một loài động vật có vú trong họ Sóc, bộ Gặm nhấm. Loài này được Linnaeus mô tả năm 1766.

## Hình ảnh

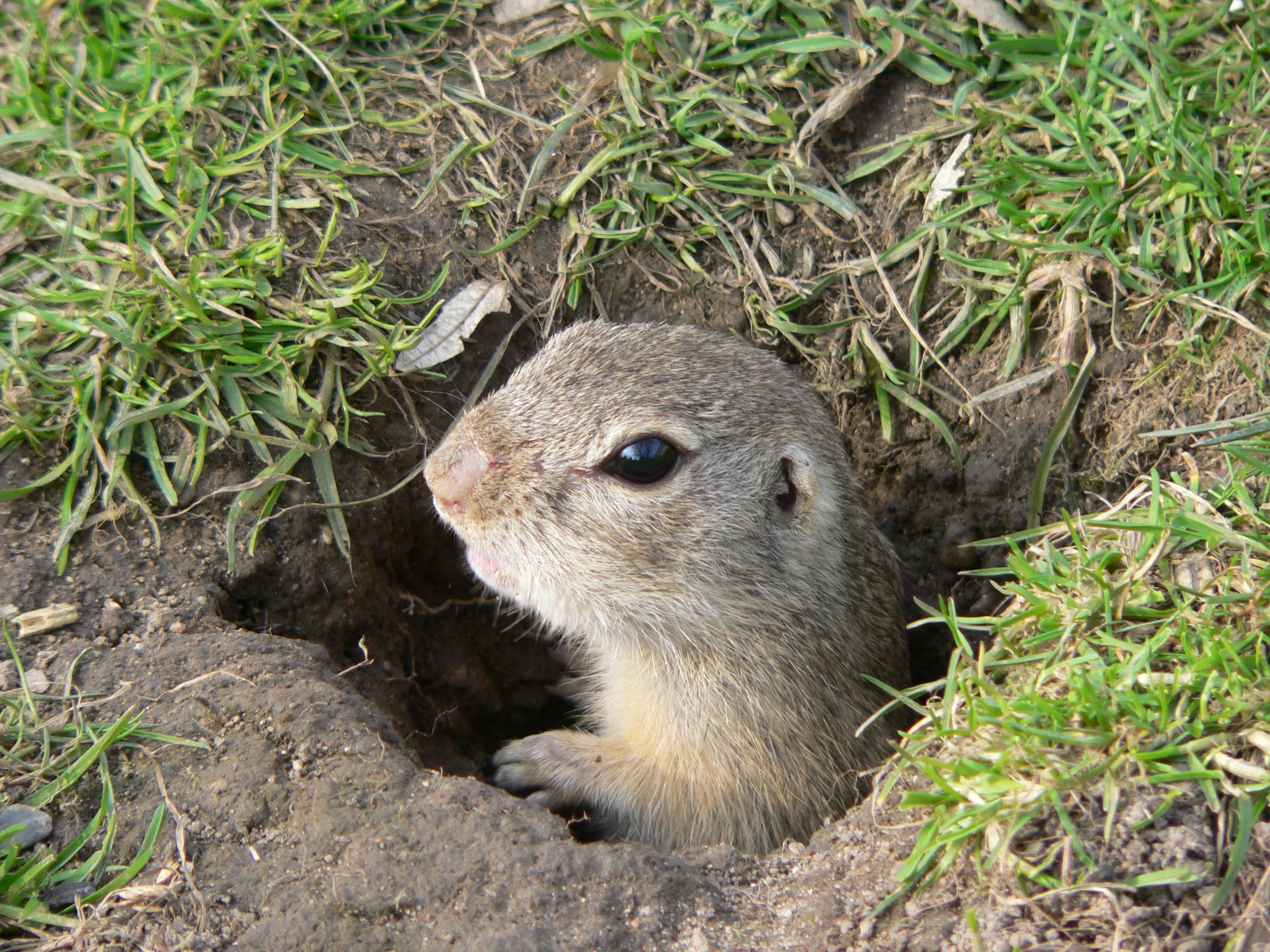
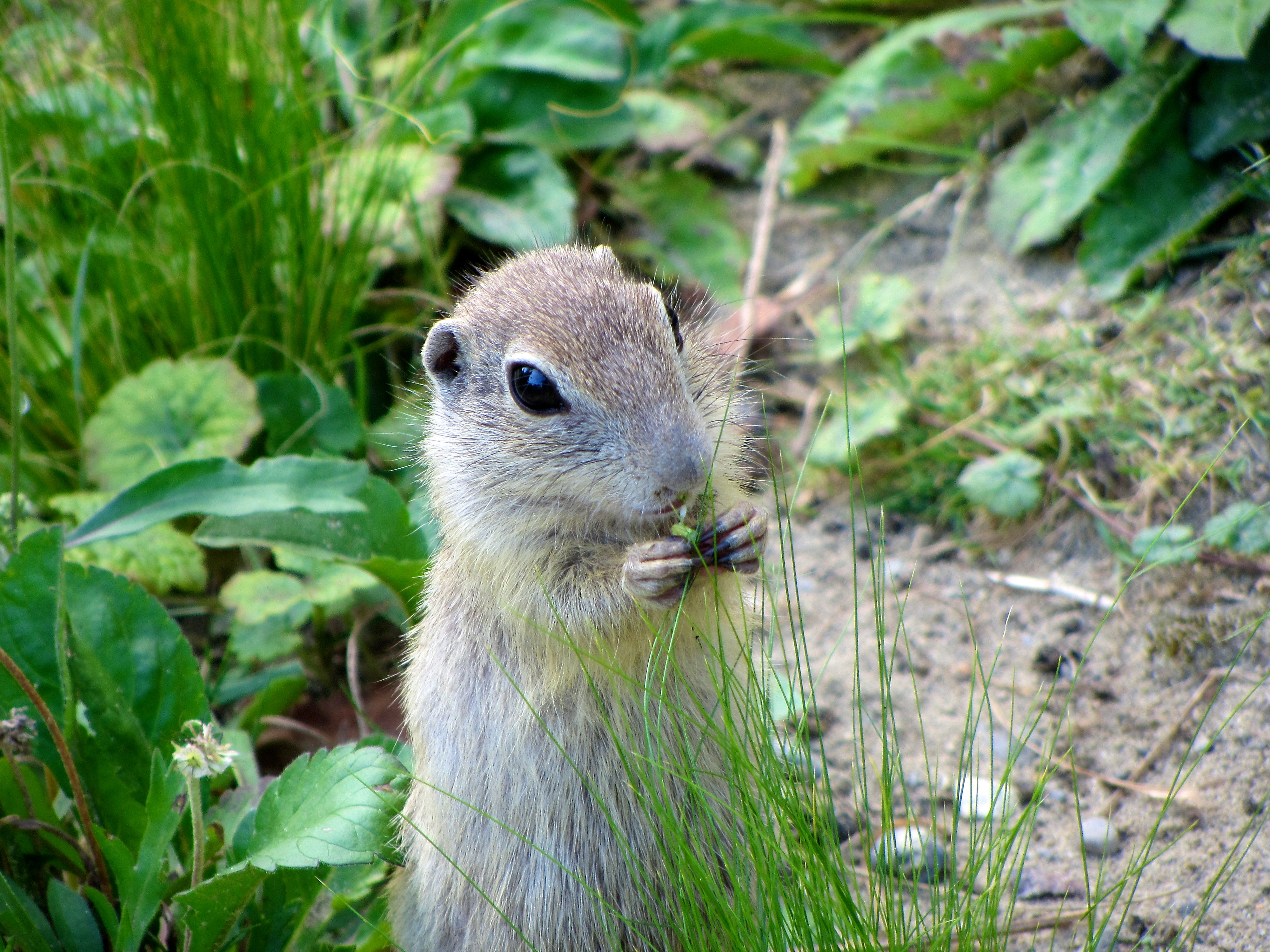
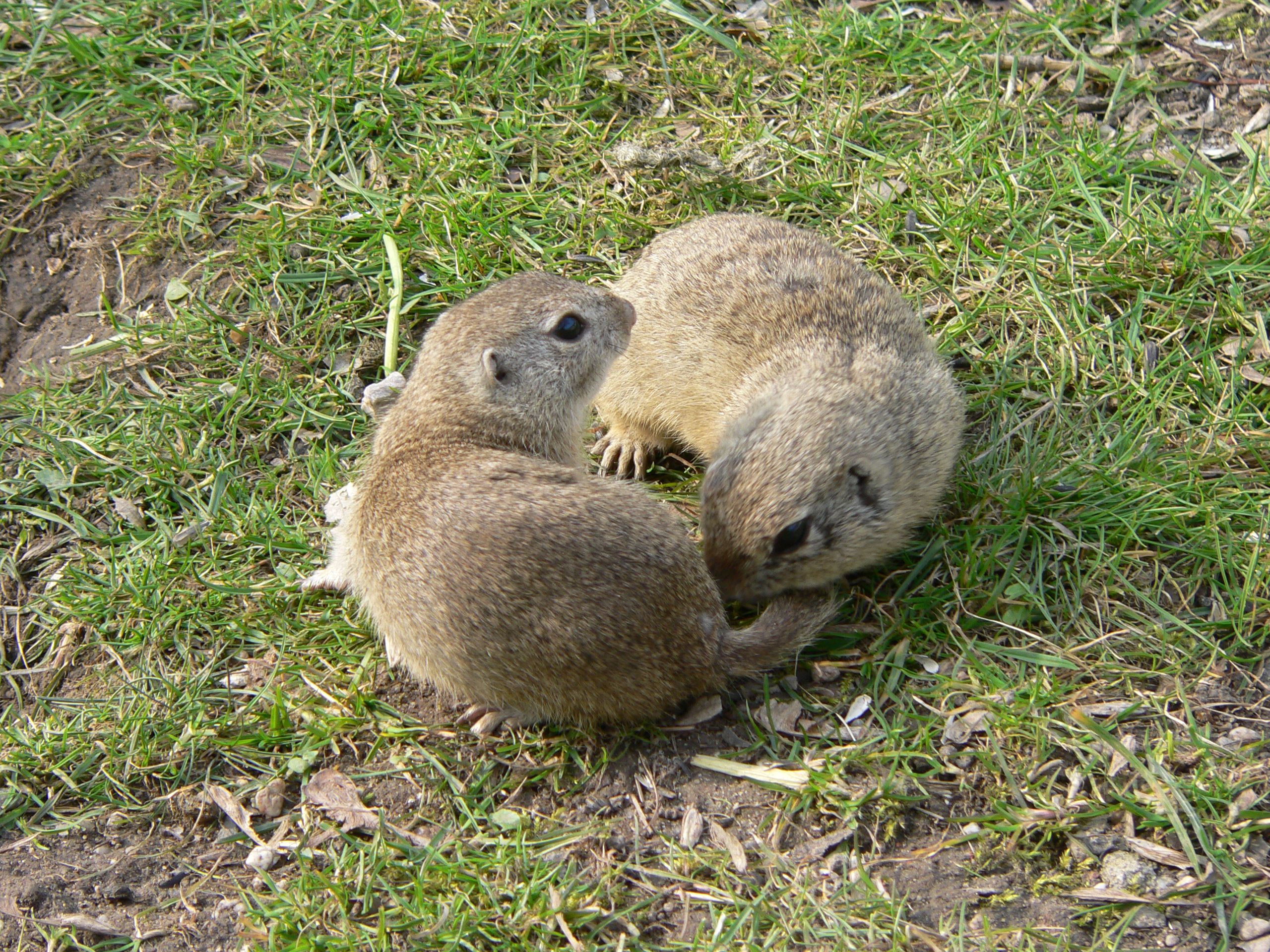
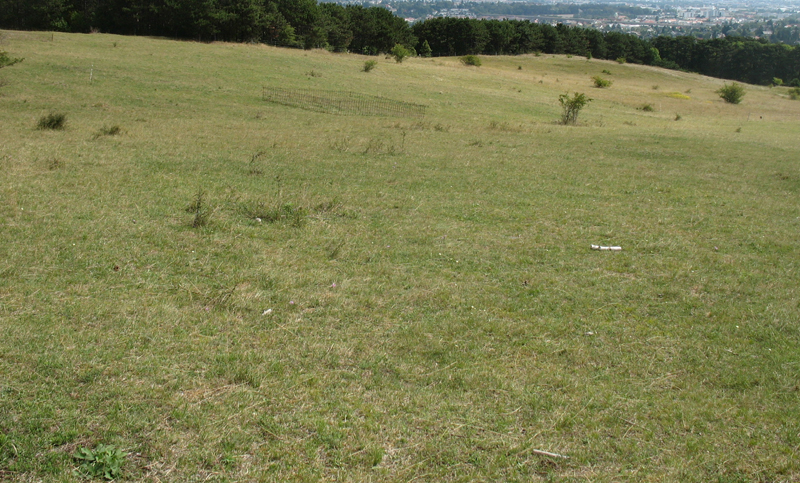